# Body Area Network
Pour les articles homonymes, voir BAN.
Le Body Area Network (BAN)  est une technologie de réseau sans fil basée sur les radio-fréquences qui consiste à interconnecter sur, autour ou dans le corps humain de minuscules dispositifs pouvant effectuer des mesures (capteurs) ou agir de façon active (actionneurs),. Ces capteurs très miniaturisés, disposant d'une grande autonomie et utilisant des courants de très faible puissance, peuvent être capables de dialoguer avec un centre de service distant, pour alerter un service d'urgences hospitalières par exemple. Les principales applications se trouvent dans les domaines de la santé, des premiers secours, du militaire, du divertissement, du sport, de l'Intelligence ambiante ou des Interactions homme-machine.

## Présentation
Le BAN est défini par IEEE 802.15.6 comme « une norme de communication optimisée pour les appareils à basse consommation et qui fonctionnent sur, dans ou autour du corps humain (mais non limitée aux humains) pour servir une diversité d'applications (y compris médicales), l'électronique grand public, le divertissement et autre ».
Le groupe de travail standard IEEE 802.15.6 est chargé d'élaborer des dispositifs économes en énergie et de développer des applications pour le BAN.
En 1996, les laboratoires de recherche d'IBM ont développé une nouvelle
technologie de type PAN (le terme BAN n'est pas encore employé) utilisant la conductivité du corps humain pour transmettre des données,.
Cette technologie qui utilise les propriétés conductrices du corps humain s'appuie sur des intensités très faibles, de l'ordre du nanoampère,.
Les applications envisagées alors sont :
- L'échange de données entre appareils portatifs en utilisant le corps des utilisateurs comme moyen de transmission[4] ;
- L'identification automatique de la personne (remplacement de la carte de paiement, reconnaissance de la personne à des fins médicales)[4].

On trouve dès 1997 le terme BAN dans A systems approach to achieving CarerNet-an integrated and intelligent telecare system et dans la préface du livre de Robert Metcalfe et Peter J. Denning (en) Beyond Calculation: The Next Fifty Years of Computing.
En 2007, l'IEEE crée le «Task Group 6» au sein du groupe de travail IEEE 802.15 avec pour mission de se concentrer sur des technologies sans fil pouvant opérer à proximité ou au sein du corps humain.
Aujourd'hui, la miniaturisation toujours plus poussée des composants, les progrès dans les technologies sans fil et leur essor renforcent le développement des réseaux de type « Body Area Network »,.
Le BAN est constitué d'un ensemble de capteurs mobiles et compacts qui surveillent les paramètres vitaux du corps. Ces dispositifs portables (voire implantés), communiquent les données collectées à une station de base grâce à une technologie sans fil. Les données peuvent alors être réexpédiées en temps réel vers un hôpital, une clinique ou ailleurs.
Ce type de réseau trouve des applications dans le domaine de la santé mais aussi du sport, de la défense et des loisirs,. La demande croissante de capteurs pour l'électronique grand public, en particulier dans les domaines médical et du jeu, permet de réduire le coût des éléments constitutifs du BAN

## Terminologie
Les termes  BAN (Body Area Network) et BSN (Body Sensor Network)  sont souvent utilisés pour décrire la mise en œuvre de dispositifs informatiques portables au voisinage du corps humain.
Ces acronymes sont équivalents. Il existe des variantes qui incluent les mots «Wireless» et/ou «Sensor», ainsi les abréviations WBAN (Wireless Body Area Network) et WBASN (Wireless Body Area Sensor Network) sont utilisées avec la même acception que le terme BAN. L'abréviation BASN (Body Area Sensor Network) est également employée par certains chercheurs. On notera que certaines publications emploient alternativement et indistinctement les termes WBAN et BAN .

## Architecture

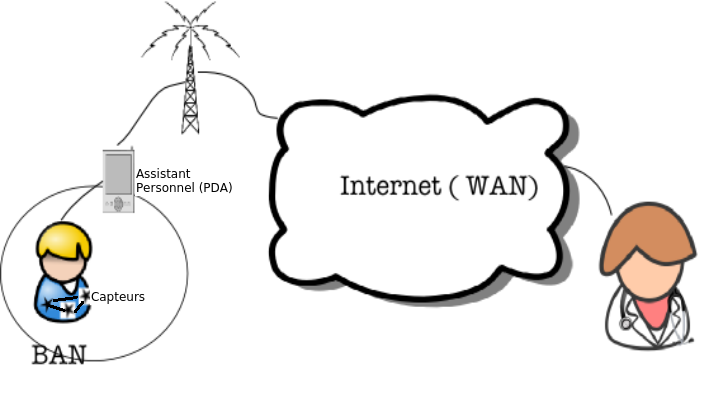
Architecture BAN Trois-tiers

L'architecture de communication d'un réseau BAN peut se décliner en 3 niveaux (on utilise parfois l'anglicisme « tier »),.
- Le premier niveau représente les communications Intra-BAN. Les communications Intra-BAN font référence aux échanges radio qui ont lieu à proximité immédiate du corps humain. On distinguera les communications entre les capteurs et les communications des capteurs vers un assistant personnel (PDA)[17].
- Le deuxième niveau représente les communications Inter-BAN. Un réseau BAN fonctionne rarement de manière autonome. L'Inter-BAN recouvre les communications entre l'Assistant Personnel et un point d'accès au réseau[18],[19].
- Le troisième niveau représente les communications hors BAN. C'est à ce niveau que le service est fourni. Dans le domaine de la santé, ce niveau représentera le service de télémédecine d'un hôpital[20],[note 3].

## Capteurs et Actionneurs

Architecture d'un capteur (CAN=«Convertisseur Analogique-Numérique»)

Les capteurs (et actionneurs) sont au cœur du  premier niveau fonctionnel qui correspond à la communication intra-BAN. La famille de normes IEEE 1451 a pour but de permettre l'accès aux données à travers un ensemble commun d'interfaces si les capteurs sont reliés à des systèmes ou des réseaux via des moyens filaires ou sans fil. Le rôle des capteurs corporels consiste à recueillir des signaux analogiques qui correspondent à des activités physiologiques de l'homme ou à des actions du corps. Ce signal analogique est ensuite numérisé. Enfin, le signal numérique est transmis par un émetteur-récepteur radio. Les capteurs sont parfois appelés senseurs. Ce composant est constitué de plusieurs éléments : la partie capteur proprement dite, un convertisseur Analogique-Numérique,une unité d'alimentation, un processeur, une mémoire et un émetteur (ou émetteur-récepteur).L' actionneur a quant à lui un rôle actif vis-à-vis de son porteur, il pourra par exemple délivrer sur commande une substance médicamenteuse. Cette action peut avoir lieu à un moment prédéterminé, ou sous l'influence d'une source externe (par exemple un médecin qui analyse les données). Elle peut être même réalisée en temps réel si le capteur décèle un problème. Un actionneur est constitué d'un récepteur (ou émetteur-récepteur), d'une unité d'alimentation, de mémoire mais le composant principal en est le matériel de commande (un réservoir destiné à contenir le médicament et le matériel pour gérer le médicament).
| Capteur                               | Usage |
| ------------------------------------- | --- |
| Accéléromètre                         | Ce dispositif est utilisé pour reconnaître et surveiller la posture du corps (debout, assis, à genoux, marche, course...). Cette information est essentielle pour de nombreuses applications touchant à la réalité virtuelle, la santé, les sports et les jeux électroniques. Son utilisation peut être couplée avec celle d'un gyroscope,. |
| Glycémie                              | Traditionnellement, les mesures de glycémie sont effectuées en piquant un doigt pour extraire une goutte de sang qui est appliquée sur une bande de test composée d'une substance sensible au glucose. Un glucomètre est ensuite utilisé pour analyser l’échantillon de sang. Dans le cadre du BAN, on utilise un système de surveillance de la glycémie non invasif grâce à la technologie infrarouge et la détection optique,.                     |
| Pression artérielle                   | Le capteur de pression sanguine est un capteur non invasif conçu pour mesurer la pression diastolique et systolique en utilisant la technique oscillométrique , ou par la mesure de temps de passage des impulsions. |
| Détection de CO2                      | Mesure les niveaux de dioxyde de carbone gazeux pour surveiller les variations de niveau de CO2 mais aussi contrôler la concentration en oxygène durant la respiration humaine. |
| Électrocardiogramme                   | L'Électrocardiogramme (ECG) est un enregistrement de l'activité électrique du cœur. Des électrodes sont fixées sur la peau à des endroits spécifiques (bras et poitrine en particulier), et les différences de potentiel entre ces électrodes sont mesurées. Ils peuvent être utilisés pour diagnostiquer une maladie cardiaque ou l'influence d'un médicament sur l'activité du cœur,.                                                              |
| Électroencéphalogramme                | L'Électroencéphalogramme (EEG) mesure l'activité électrique dans le cerveau par la fixation de petites électrodes à divers emplacement du cuir chevelu. Les informations recueillies par les électrodes sont transmises à un amplificateur afin d'obtenir un tracé,. |
| Électromyogramme                      | L'Électromyogramme (EMG) mesure les signaux électriques produits par les muscles pendant les contractions et au repos. Des études de conduction nerveuse sont souvent faites conjointement dans la mesure où les nerfs contrôlent les muscles par des impulsions électriques. Des troubles musculaires et nerveux peuvent entraîner les muscles à réagir de façon anormale. L'EMG permet de diagnostiquer des anomalies du Contrôle Postural (PCS ). |
| Oxymètre                              | Mesure la saturation en oxygène à l'aide d'une sonde non invasive. Un petit clip avec un capteur est fixé au doigt de la personne, au lobe de l'oreille, ou à l'orteil. Le capteur émet un signal lumineux qui passe à travers la peau et mesure la lumière absorbée par l'hémoglobine oxygénée (oxyhémoglobine) . |
| Capteurs d'humidité et de température | Utilisés pour mesurer la température du corps humain et / ou l'humidité de l'environnement immédiat d'une personne. Un signal d'alarme peut être émis si un certain nombre de variations sont mesurées. |

La nature et le nombre de capteurs dépendront de l'usage attendu.

Les capteurs d'un réseau corporel sont des composants extrêmement compacts et complexes. Leur discrétion doit permettre à l'utilisateur d'oublier leur présence.

## Aspects réseau

### Topologie d'un réseau BAN

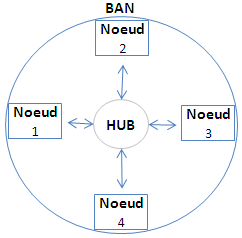
Topologie Réseau BAN

La topologie d'un réseau BAN est une topologie en étoile et il ne doit y avoir qu'un seul concentrateur.
Les trames s'échangent entre le concentrateur et les nœuds.

### Zigbee, IEEE 802.15.4 et Bluetooth Low Energy: du PAN au BAN
Zigbee et IEEE 802.15.4  sont deux technologies complémentaires utilisées pour la mise en œuvre des Applications BAN. Zigbee est une norme s'appliquant aux couches hautes du réseau, IEEE 802.15.4 s'appliquant au contraire aux couches physiques et MAC.
Ces deux normes ont été créées avec un objectif de faible consommation. La norme ZigBee cible principalement l'utilisation rationnelle de l'énergie dans des applications touchant à la domotique, le bâtiment et l'industrie mais Zigbee a été récemment mis en avant pour répondre aux exigences de la Continua Health Alliance (en) pour la surveillance dans le domaine de la santé et du fitness.
Quelques points s'opposent à la généralisation de Zigbee dans le domaine du BAN.
- La norme Zigbee étant initialement prévue pour les communications machine-to-machine, la plupart des projets de recherche découlant du milieu universitaire utilise du matériel s'appuyant sur les couches basse IEEE 802.15.4 mais n'utilise pas la pile protocolaire Zigbee[36].
- La bande de fréquence utilisée par le duo  ZigBee / IEEE 802.15.4 (2,4 GHz) est considérée comme étant congestionnée pour le trafic WLAN et sensible aux interférences[37].
- Bien que Zigbee soit encore utilisé pour les communications entre capteurs[38], la récente norme IEEE 802.15.6 (de février 2012) établit un nouveau standard dédié pour les communications WBAN[39].

La technologie Bluetooth est un standard de communication utilisé pour connecter un grand nombre de dispositifs personnels mettant en œuvre la communication de voix et de données (claviers, souris, téléphones portables, PDA , kits mains libres, autoradios...).
La technologie Bluetooth Low Energy (BLE) est une fonctionnalité de Bluetooth 4.0 qui a pour cible la connexion sans fil de très petits dispositifs aux ressources en énergie limitées.

L'élaboration d'un protocole MAC de faible puissance pour le WBAN a été un sujet de recherche important, et des efforts de recherche considérables ont été consacrés à proposer et rechercher de nouveaux protocoles MAC qui pourraient satisfaire aux exigences de consommation énergétique du WBAN.
Un certain nombre de chercheurs ont considéré l'IEEE 802.15.4 comme technologie WBAN pouvant être utilisée pour les applications à faible débit de données, mais elle ne suffit pas pour supporter des applications nécessitant des débits de données supérieur à 250 kbit/s.

Le tableau comparatif ci-dessous expose les variations de débit, fréquence et portée des différentes normes sans fils : 802.11, 802.15.1,802.15.4 et le BAN 802.15.6.
| Standard | Standard | Fréquence    | Débit de données | Portée | Type |
| -------- | -------- | ------------ | ---------------- | ------ | ---- |
| 802.11   | a        | 5 GHz        | 54 Mbit/s        | 120 m  | LAN  |
| 802.11   | b        | 2,4 GHz      | 11 Mbit/s        | 140 m  | LAN  |
| 802.11   | g        | 2,4 GHz      | 54 Mbit/s        | 140 m  | LAN  |
| 802.11   | n        | 2,4 / 5 GHz  | 248 Mbit/s       | 250 m  | LAN  |
| 802.15.1 | 802.15.1 | 2,4 GHz      | 3 Mbit/s         | 100 m  | PAN  |
| 802.15.4 | 802.15.4 | 868/915 MHz  | 40 kbit/s        | 75 m   | PAN  |
| 802.15.4 | 802.15.4 | 2,4 GHz      | 250 kbit/s       | 75 m   | PAN  |
| 802.15.6 | 802.15.6 | (NB)         | >1 Gbit/s        | 10 m   | BAN  |
| 802.15.6 | 802.15.6 | (UWB)        | >1 Gbit/s        | 10 m   | BAN  |
| 802.15.6 | 802.15.6 | 21 MHz (HBC) | >1 Gbit/s        | 10 m   | BAN  |

En 2007, IEEE 802 commence les spécifications du WBAN. Le standard IEEE 802.15.6 est publié en février 2012.
Cette norme définit les couches physique et de liaison(MAC : Medium Access Control) du modèle OSI pour les réseaux BAN proprement dits.

### IEEE 802.15.6
Trois couches physiques sont identifiées :

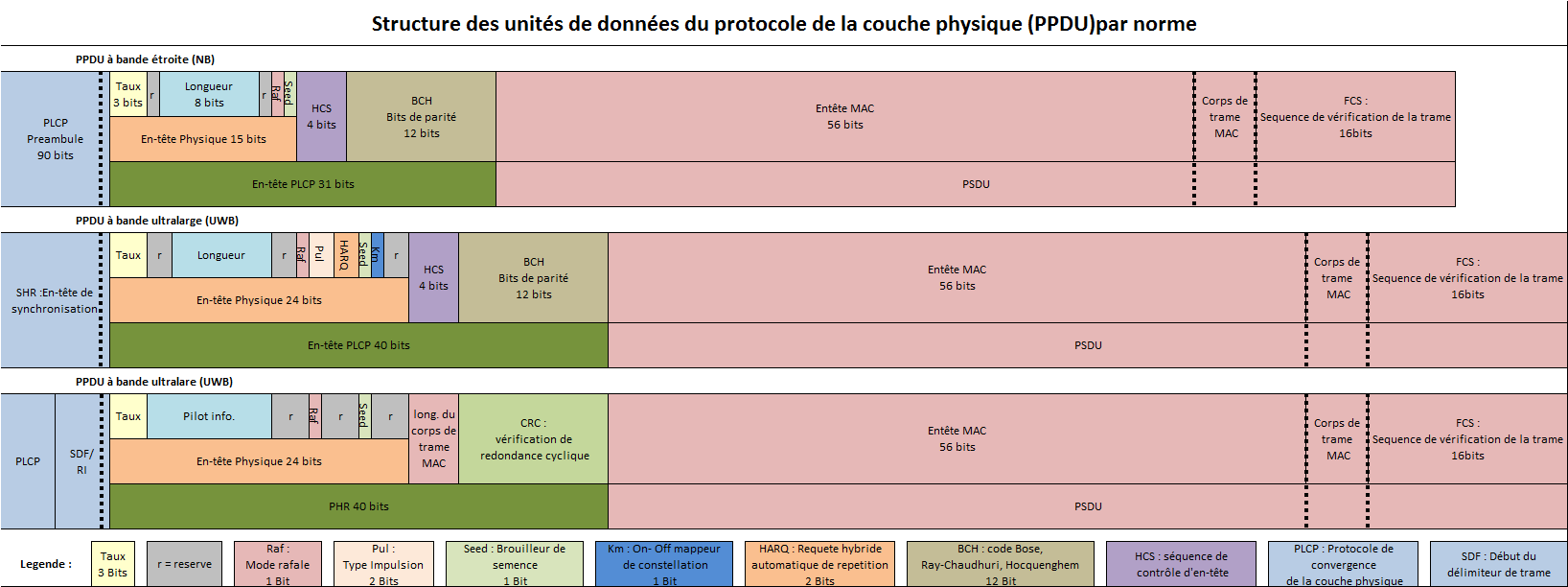
Structure des PPDU par norme.

- La couche physique à bande étroite (NB) ;
- La couche physique à bande ultralarge (UWB) ;
- La couche physique de la communication corps humain (HBC).

Afin de transmettre des données binaires sur le support sans fil, on doit passer par un modulateur numérique-analogique.
Dans ces trois normes, les structures PPDU (physical layer protocol data unit) varient et les modulations aussi. Ce qui a pour effet de modifier les caractéristiques de performance, de débit et de portée.

La couche physique à bande étroite (« Narrowband », NB) est destinée à la communication des capteurs portés ou implantés sur le corps humain. Il fonctionne principalement sur trois aspects, à savoir, l'activation et la désactivation de l'émetteur-récepteur radio, le CCA (Clear Channel Assessment) et la transmission/réception de données.
Deux cent trente canaux ont été définis dans sept bandes de fréquences de fonctionnement :
- 402~405 MHz (10 canaux) ;
- 420~450 MHz (12 canaux) ;
- 863~870 MHz (14 canaux) ;
- 902~928 MHz (60 canaux) ;
- 950~958 MHz (16 canaux) ;
- 2360~2400 MHz (39 canaux) ;
- 2400~2483.5 MHz (79 canaux)[49].

Couche physique à bande ultralarge (« Ultra Wideband »)
La conception de l'UWB offre des possibilités de haute performance, de faible complexité et de fonctionnement à basse consommation d'énergie.
Il y a deux différents types de technologies UWB.
- L'impulsion radio UWB (IR-UWB)
- La modulation de fréquence à large bande (FM-UWB).

La spécification définit deux modes de fonctionnement : le mode par défaut et de haute qualité de service (QoS) mode.
La fréquence est de 499.2 MHz et onze canaux ont été définis (fréquence centrale)
- 3494.4 MHz ;
- 3993.6 MHz ;
- 4492.8 MHz ;
- 6489.6 MHz ;
- 6988.8 MHz ;
- 7488.0 MHz ;
- 7987.2 MHz ;
- 8486.4 MHz ;
- 8985.6 MHz ;
- 9484.8 MHz ;
- 9984.0 MHz.

La Couche Physique de communication au sein du corps humain (« Human Body Communications ») (HBC) est parfois appelée EFC (Electric Field Communication).
Ses transmetteurs, exclusivement numériques, n'ont qu'une électrode. Ils n'ont ni antenne, ni de module de radiofréquence, ce qui les rend faciles à transporter et apporte une consommation énergétique faible.
La fréquence est centrée sur 21 MHz uniquement.
La couche de liaison MAC a pour fonction de préparer la transmission et la réception des trames.
Dans cette couche, un nœud sans lien doit envoyer une trame de demande de connexion à un concentrateur , et le concentrateur doit lui envoyer une trame d'affectation de connexion pour que le nœud soit relié au concentrateur.
La norme IEEE 802.15.6 prévoit un mécanisme d'échange de clefs afin de permettre et sécuriser les échanges entre le concentrateur et les nœuds.
Cette couche permet d'optimiser la communication réseau (gestion des délais de réponse, acquittement des trames, contrôle des collisions et d’inactivité), ce qui joue un rôle important dans la consommation énergétique,.
Une collision se produit lorsque plus d'un paquet de données est transmis en même temps. Les paquets entrés en collision sont alors retransmis, ce qui engendre une consommation d'énergie supplémentaire.
Une seconde source de gaspillage d'énergie est l'écoute car chaque nœud écoute de façon active sur un canal libre pour la réception de données.
La troisième source de gaspillage est la sur-écoute (overhearing), c'est l’écoute de paquets destinés à d'autres nœuds.
La dernière source est le sur-débit de trames de contrôle, ce qui signifie que des informations de commande sont ajoutées à la charge utile.
Les protocoles MAC de contention : CSMA/CA (Carrier Sense Multiple Access/Collision Avoidance) et de calendrier TDMA (Time Division Multiple Access) sont des protocoles de conservation d'énergie.
| Caractéristique                  | CSMA / CA      | TDMA        |
| -------------------------------- | -------------- | ----------- |
| Consommation électrique          | Forte          | Faible      |
| Volume de trafic                 | Faible         | Forte       |
| Utilisation de la bande passante | Faible         | Maximum     |
| Evolutivité                      | Bonne          | Faible      |
| Effet de l'absence de paquet     | Mineur         | Latence     |
| Synchronisation                  | Non applicable | Obligatoire |

Dans un contexte WBAN, la caractéristique la plus importante d'un protocole MAC est l'efficacité énergétique . Dans certaines applications, le dispositif doit supporter une autonomie de plusieurs mois ou années sans intervention, tandis que d'autres peuvent nécessiter une autonomie de seulement quelques dizaines d'heures en raison de la nature des applications. Par exemple, les défibrillateurs cardiaques et les stimulateurs cardiaques doivent avoir une durée de vie de plus de 5 ans, tandis qu'une pilule-caméra à avaler n'a qu'une durée de vie de 12 heures.
Le développement du BAN, aussi bien dans l'implantation à l'intérieur du corps (Medical Implant Communications Service : MICS) qu'à l'extérieur du corps, devrait être favorisé grâce à sa couche de liaison, et à ses bandes de fréquences [industriels, scientifiques et médicaux (ISM) ou Ultra Wide Band (UWB)].
Ce protocole doit tenir compte des propriétés électriques du corps humain, des diversités morphologiques et des différents types de nœuds. Il doit également gérer les changements de topologie de réseau, la position du corps humain, et la densité des nœuds. Le traitement doit être rapide et fiable.
Ce protocole possède une bonne évolutivité et une bonne adaptabilité aux changements dans le réseau, de délai, de débit et de bande passante utilisée. Il est donc économe en énergie et flexible aux différentes techniques de fonctionnement. Ce qui est nécessaire pour réduire la gestion de l'écoute, des collisions de paquets et les problèmes de contrôle de paquets en général.
Voici différents types de protocoles existant ou proposé pour le BAN.
- IEEE 802.15.4 ;
- H-MAC : Heartbeat Driven MAC Protocol ;
- DTDMA : Reservation-Based Dynamic TDMA Protocol ;
- Frequency-based DTDMA ;
- Preamble-based TDMA ;
- BodyMAC Protocol.

Les mécanismes d'économie d'énergie joue un rôle important dans la performance d'un bon protocole de liaison.
| Mécanismes d'économie d'énergie      | Protocoles |         |
| ------------------------------------ | ---------- | ------- |
| LPL (Low Power Listening)            | WiseMAC    | WiseMAC |
| LPL (Low Power Listening)            | BMAC       |         |
| LPL (Low Power Listening)            | STEM       |         |
| SC (Scheduled-Contention)            | SMAC       | SMAC    |
| SC (Scheduled-Contention)            | TMAC       |         |
| SC (Scheduled-Contention)            | PMAC       |         |
| SC (Scheduled-Contention)            | DMAC       |         |
| TDMA (Time Division Multiple Access) | FLAMA      | FLAMA   |
| TDMA (Time Division Multiple Access) | LEACH      |         |
| TDMA (Time Division Multiple Access) | HEED       |         |

Il existe différents mécanismes d'économie d'énergie tels que le LPL (Low power Listening), le scheduled-contention, ou le TDMA qui sont toujours analysés et discutés dans le cadre du BAN, néanmoins le protocole TDMA est considéré comme le protocole le plus fiable et le plus économe en énergie.

## Usages

### Domaine médical
Les réseaux de type BAN trouvent des applications dans divers domaines tels que le sport ou le jeu, mais leur utilisation dans le domaine médical est majeure, à tel point que certains auteurs présentent ce type de réseau comme étant dédié à la santé,. En effet, l'augmentation des coûts de santé et l'augmentation de l'espérance de vie dans les pays développés conduit à innover dans le domaine de la santé, et une de ces innovations consiste à surveiller en temps réel les patients au moyen de capteurs  connectés en WBAN. On peut ainsi surveiller les paramètres vitaux d'une personne et alerter le cas échéant les services d'urgence. Il est même possible d'injecter un médicament au moyen d'un actionneur disposé près du corps.
| Champ d'application                  | Type de capteur/actionneur | Rôle, apports du WBAN |
| ------------------------------------ | --- | --- |
| Maladies cardio-vasculaires.         | Oxymètre, mesure du rythme cardiaque, électrocardiogramme.                                                                                | Surveillance de l'état de santé, anticipation dans la préparation des traitements. |
| Paraplégie.                          | Accéléromètre, gyroscope, senseurs pour la position des jambes, senseurs couplés aux nerfs, actionneurs capables de stimuler les muscles. | Restaurer la mobilité. |
| Cancer.                              | Capteur sensible à l'acide Nitrique. | Le capteur peut être placé sur les zones suspectes, le médecin peut initier un traitement dès qu'une cellule suspecte est détectée. |
| Alzheimer, dépression, hypertension. | | Alerter en cas de détection d'une situation anormale touchant une personne isolée, âgée, déprimée. |
| Diabète.                             | Biocapteur, gyroscope, pompe à insuline.                                                                                                  | Sur détection d'une chute de glucose, un signal peut être envoyé pour injecter de l'insuline. Les nuisances engendrées par la maladie sont ainsi réduites. |
| Asthme.                              | Capteur d’allergènes. | Alerter le médecin ou le patient sur la détection d'un allergène. |
| Epilepsie.                           | « Mobi » | L'unité portable « Mobi » est conçue pour détecter les signes précurseurs d'une crise (une activité cérébrale anormale). |
| Traitement de la douleur.            | Stimulateur. | L'actionneur est un stimulateur agissant sur la moelle épinière et permettant de réduire les douleurs chroniques. |
| Déficience visuelle.                 | Rétine artificielle(matrice de micro-capteurs), caméra externe.                                                                           | Une rétine artificielle, constituée d'une matrice de micro-capteurs, peut être implantée dans l’œil sous la surface de la rétine. La rétine artificielle traduit les impulsions électriques en signaux nerveux. L'entrée peut aussi être obtenue à partir d'une caméra montée sur une paire de lunettes. |
| Hypertension.                        | Capteur de pression artérielle, pompe à médicament.                                                                                       | Un médicament peut être injecté par une pompe en cas de dépassement d'une valeur de seuil. |
| Maladie de Parkinson                 | Détecteurs de mouvements, accéléromètres                                                                                                  | Estimer la gravité des tremblements, la bradykinésie et la dyskinésie grâce aux données de l'accéléromètre et effectuer une évaluation approfondie de la maladie. |
| Surveillance post-opératoire.        | Capteur de température, capteur de pression sanguine, capteur de fréquence cardiaque, ECG                                                 | Évite d'immobiliser le patient au lit. |

L'utilisation du WBAN dans le domaine médical permet d'envisager le concept de « Médecin Virtuel ». Un serveur, que nous désignerons sous l'acronyme de VDS (Virtual Doctor Server) intègre un ensemble d'applications permettant de fournir des services de santé et de premiers secours. Ce serveur s'intègre dans le troisième des trois tiers de l'architecture BAN. Un VDS pourrait avoir les usages suivants  :
- Conserver l'historique du patient ;
- Conseiller le patient ou le personnel de santé sur la base des signes vitaux recueillis par les capteurs ;
- Appeler les urgences si nécessaire, le patient pouvant être conseillé pour pratiquer lui-même les premiers gestes ;
- Guider un secouriste, en cas de perte de connaissance, dans l'administration des premiers secours.

L'utilisation du BAN et de ses micro-capteurs ouvre également la voie à de nouvelles techniques d'endoscopie :  l'« endoscopie par capsule » consiste en une micro-caméra de la taille d'une pilule, conçue à l'origine pour enregistrer des images du tube digestif en vue d'un diagnostic ultérieur. L'utilisation de techniques de transmissions basées sur l'Ultra WideBand (UWB) permettent désormais de disposer d'images en temps réel. Dans le futur, des micro-robots pourraient explorer d'autres parties du corps humain en utilisant des technologies similaires.

### Domaine des services d'urgence
L’utilisation de réseaux de type BAN dans le domaine des services d’urgence permet de préserver la vie des intervenants. Pour les pompiers, les capteurs collectent et transmettent des informations sur l’environnement (le méthane, l'oxygène, le monoxyde de carbone, la température de l'air et l'humidité), sur l’état du porteur (la température du corps, la fréquence cardiaque, la saturation en oxygène du sang) ou sur l’état de ses équipements (le niveau d’air dans les bouteilles). Les pompiers en difficulté ou en danger peuvent être secourus grâce aux systèmes de localisation via GPS.

### Domaine du sport

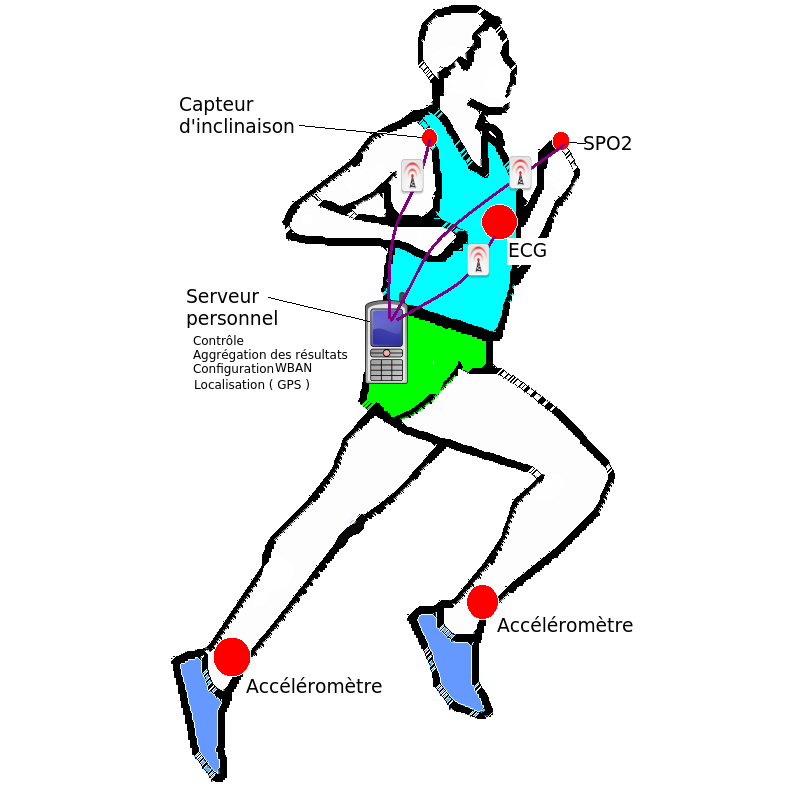
Capteurs utilisés dans le domaine sportif

Dans le domaine du sport, les réseaux de type BAN sont utilisés pour mesurer en temps réel les performances et l’activité des sportifs. Les différents capteurs permettent la lecture de la fréquence cardiaque, l’analyse des mouvements, les flux de température, la respiration, et la localisation géographique via GPS. Pour le golf, outre un capteur placé dans le manche du club, le joueur est équipé de gyroscope, accéléromètre et magnétomètre afin d’analyser la qualité du swing et d’en améliorer les résultats,.

### Domaine du jeu vidéo et des réseaux sociaux
Dans le domaine du jeu vidéo ou des réseaux sociaux, l’avatar d’un monde virtuel prend les positions réelles du joueur grâce aux capteurs de mouvement qui l’équipent. En ajoutant la localisation géographique, chacun est informé de la présence de ses contacts à proximité.

### Domaine de la danse et du spectacle
Les réseaux de type BAN sont également utilisés dans le domaine de la danse et du spectacle. L’ambiance lumineuse et musicale évolue en fonction des capteurs portés par le danseur : un moniteur portable permet la collecte continue de données de bas niveau physiologique, y compris les flux de chaleur, la température de la peau, la température du corps à proximité, et la réponse galvanique de la peau.

### Domaine de la défense
Ces différents usages se retrouvent dans le domaine de la défense. Le niveau de stress et l’efficacité d’un pilote de chasse est suivi via un réseau de capteurs comprenant : électroencéphalogramme, électrocardiogramme, électromyogramme, capteur mesurant la respiration, la pression artérielle, le pouls, la conductivité de la peau . Pour les forces armées américaines, la transmission et l’analyse des données collectées via des réseaux de capteurs disposés sur des militaires en opération sont utilisées pour déterminer l’impact de la chaleur extrême, le froid intense, les hautes altitudes terrestres, les tâches professionnelles, l'entraînement physique, les opérations de déploiement et les facteurs nutritionnels sur la santé et la performance du personnel militaire. Chaque soldat devient alors une plateforme réseau, interconnectée, disposant de systèmes de localisation de cible, de système à vision nocturne, de systèmes audio 3D facilitant l’identification et la position des bruits environnants.

## Enjeux et Perspectives
Le vieillissement de la population et la hausse des coûts des soins de santé dans les pays développés incitent ceux-ci à adopter des solutions nouvelles, au nombre desquelles on trouve les réseaux de type  WBAN, pour le suivi des patients.
Un rapport de 2008 de la « Direction de l'Hospitalisation et de l'Organisation des Soins » (rattachée au « Ministère de la Santé et des Sports ») s'intéresse à la place de la télémédecine dans l'organisation des soins. Les auteurs rappellent le constat suivant :  la durée de vie s'allonge de trois mois par an depuis plusieurs décennies, et cet allongement s'accompagne d'une augmentation des maladies chroniques (diabète, hypertension, insuffisances cardiaque et rénale, cancers) .
Parallèlement, des projets de recherche dans le domaine des vêtements intelligents sont conduits au niveau européen. Ces vêtements, en intégrant des accéléromètres et des magnétomètres, pourraient être utilisés dans le cadre de la télésurveillance des patients âgés au domicile, permettant de prévenir les chutes, cause importante de mortalité dans cette population. Le projet européen « IST MyHeart »  s'attache à développer des « vêtements biomédicaux intelligents » intégrant des capteurs enfouis dans le tissu et capables de les transmettre sans fil vers un ordinateur ou un centre spécialisé. En France le projet VTAMN (Vêtement de Téléassistance Médicale Nomade) a été retenu par le ministère de la recherche. Ces vêtements permettent la surveillance en continu des signaux vitaux des patients. Ces outils permettront d'améliorer la qualité de vie des personnes âgées, malades ou fragiles. Le rapport indique ainsi que « ces personnes pourront disposer en permanence d’une surveillance médicale personnalisée et transparente grâce aux vêtements intelligents truffés de capteurs qu’elles porteront en permanence et qui communiqueront en temps réel, via un réseau BAN (Body Area Network), l’ensemble des données médicales à leur médecin traitant ou à leur hôpital de référence ou à une maison de santé ». Il prévoit sur le plan économique que le marché mondial des vêtements intelligents pourrait dépasser sept milliards de dollars en 2014, ces dispositifs, compte tenu du vieillissement de la population devenant aussi indispensables que peut l'être aujourd'hui un mobile.
Les principaux problèmes de conception du système sont : 
- L’alimentation des capteurs ;
- La taille et le poids des capteurs ;
- La plage de communication sans fil et caractéristiques de transmission des capteurs ;
- L'emplacement du capteur et leur montage ;
- La configuration système homogène ;
- Le transfert automatique des données ;
- L’interface utilisateur (simple et intuitive) ;
- L’émission en continu, notamment pour les capteurs accéléromètres ou gyroscopes[89].

Les enjeux sociaux du WBAN : En raison de la communication, liée à la santé, entre les capteurs et les serveurs, toutes les communications du WBAN et transmises par Internet doivent être chiffrées pour protéger la vie privée de l’utilisateur. Une réglementation juridique sera nécessaire afin de réglementer l'accès des données nominatives.
Les ingénieurs de l'université de l'état de l'Oregon ont développé une nouvelle technologie pour surveiller les signes vitaux médicaux, avec des capteurs perfectionnés, de faible volume et à bas coût qui pourraient tenir sur un bandage, être fabriqués en grandes quantités et coûter moins de 25 cents.

## Glossaire
Nœud : Une entité qui contient un contrôle d'accès au support (MAC) sous-couche, un physique (PHY) couche, et qui fournit en option des services de sécurité.
Concentrateur (Hub) : Une entité qui possède une fonctionnalité d'un nœud et coordonne l'accès au support et gestion de l'alimentation des nœuds dans le réseau de corps (BAN).
BAN : body area network ((fr):Réseau corporel)
BASN : Body Area Sensor Network((fr):Réseau de capteurs corporels)
BCH : code Bose, Ray-Chaudhuri, Hocquenghem code
BSN : Body Sensor Network ((fr):Réseau de capteurs corporels)
CCA : clear channel assessment ((fr):Évaluation du canal libre)
CRC : cyclic redundancy check ((fr):Vérification de redondance cyclique)
CSMA/CA : carrier sense multiple access with collision avoidance ((fr):Accès multiple avec détection de porteuse et évitement de collision)
DTDMA : Reservation-Based Dynamic TDMA Protocol ((fr):Protocole dynamique TDMA)
EFC : electric field communication ((fr):Champ électrique de communication)
FCS : frame check sequence ((fr):Séquence de vérification de la trame)
FM-UWB : frequency modulation ultra-wideband ((fr):Fréquence de modulation à bande ultralarge)
FM-DTDMA : frequency-based DTDMA  ((fr):DTDMA basé sur la fréquence)
HARQ : hybrid automatic repeat request ((fr):Requête hybride automatique de répétition)
HCS : header check sequence ((fr):Séquence de contrôle d'en-tête)
HBC : human body communications ((fr):Communication du corps humain)
H-MAC : Heartbeat Driven MAC Protocol ((fr): Protocole MAC basé sur battements de cœur)
IR-UWB : impulse radio ultra-wideband ((fr):Radio impulsions à bande ultralarge)
ISM : Industrial,Scientific and Medical ((fr):)
LPL :  Low-power Listening ((fr):Écoute de faible puissance)
MAC : media access control ((fr):contrôle d'accès au média)
MICS : Medical Implant Communications Service ((fr):Service Communication des implants médicaux)
NB : Narrow band ((fr): Couche physique à bande étroite)
PB-TDMA : Preamble-based TDMA ((fr):Préambule fondé sur TDMA)
PHR : physical layer header ((fr):En-tête physique)
PHY : physical or physical layer ((fr):Physique ou couche physique)
PLCP : physical layer convergence protocol ((fr):Protocole de convergence de couche physique)
PPDU : physical layer protocol data unit  ((fr):Unité de données du protocole de couche physique)
PSDU : physical layer service data unit ((fr):Unité de données du service de couche physique)
SC : Scheduled-Contention  ((fr):Contention prévue)
SFD : start-of-frame delimiter ((fr):Début du délimiteur de trame)
SHR : synchronization header ((fr):En-tête de synchronisation)
TDMA : time division multiple access ((fr):Accès multiple par répartition temporelle) 
UWB : ultra wideband ((fr): Couche physique à bande ultralarge)

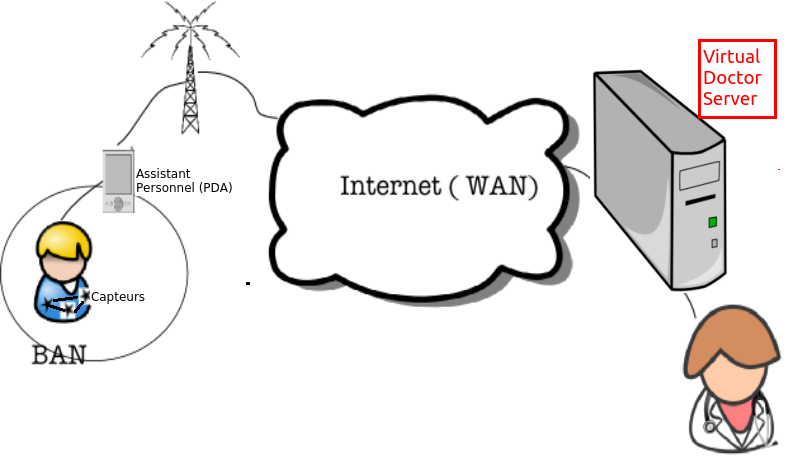
Architecture Virtual Doctor Server

WBAN : Wireless Body Area Network((fr): Réseau corporel sans fil)
WBASN : Wireless Body Area Sensor Network((fr): Réseau de capteurs corporels sans fil)